# Grancey-sur-Ource
 Grancey-sur-Ource  là một xã ở tỉnh Côte-d’Or trong vùng Bourgogne-Franche-Comté, phía đông nước Pháp. Xã Grancey-sur-Ource nằm ở khu vực có độ cao trung bình từ 206 mét trên mực nước biển.
Thị trấn nằm ở tả ngạn sông Ource, sông chảy theo hướng tây bắc qua đông bắc thị trấn. Dân số theo điều tra năm 1999 của INSEE là 213 người.